# Tetrix kunmingensis
Tetrix kunmingensis is een rechtvleugelig insect uit de familie doornsprinkhanen (Tetrigidae). De wetenschappelijke naam van deze soort is voor het eerst geldig gepubliceerd in 1993 door Zheng & Ou.